# Turčianske Teplice
 Ovo je glavno značenje pojma Turčianske Teplice. Za okrug pogledajte Okrug Turčianske Teplice.
Turčianske Teplice (mađ. Stubnyafürdő, njem. Bad Stuben) grad je u Žilinskom kraju u središnjoj Slovačkoj. Grad je upravno središte Okruga Turčianske Teplice. 

## Zemljopis
Turčianske Teplice leži na nadmorskoj visini od 520 m i pokriva površinu od 33,48 km2. Leži u Turiec bazenu i okružena je planinama Velika Fatra, Kremnica, Žiar i Mala Fatra.

## Povijest
U gradu su jedne od najstarijih toplica u Europi, a grad je izvorno bio poznat kao Štubnianske Teplice. Prvi se put spominje u tekstu iz 1281. kada je kralj Ladislav IV. Kumanac odobrio zemljišta u okolici izvora Count Peter. Toplice su postale popularne kod plemića, uključujući kralja Žigmunda Luksemburškog i cara Maksimilijana.
Štubnianske Teplice preimenovane su u Turčianske Teplice 1946., a 1951. toplicama je pripojeno naselje Vieska.

## Stanovništvo
| Godina:     | 1993. | 2003.   | 2013.   | 2023.   |
| ----------- | ----- | ------- | ------- | ------- |
| Broj ljudi: | 7279  | 6943    | 6570    | 6178    |
| Razlika:    |       | -4,61 % | -5,37 % | -5,96 % |

| Godina:     | 2022. | 2023.   |
| ----------- | ----- | ------- |
| Broj ljudi: | 6248  | 6178    |
| Razlika:    |       | -1,12 % |

Po popisu stanovništva iz  2001. godine grad je imao 7031 stanovnika. Prema etničkoj pripadnosti najviše je bilo Slovaka 97,98 % i Nijemaca 0,37 %.  Prema vjeroispovijesti najviše je rimokatolika 48,09 %, luterana je bilo 30,56 % a ateista 17,24 %.

## Vanjske poveznice
- Službena stranica grada (sl.)
- Službena stranica grada (engl.)

### Ostali projekti
|  | Zajednički poslužitelj ima još gradiva o temi Turčianske Teplice (grad) |